# Ourense
Ourense (tiếng Tây Ban Nha: Orense; tiếng Galician: Ourense) là một đô thị trong tỉnh Ourense, thuộc vùng Galicia ở tây bắc Tây Ban Nha. Đây là thủ phủ của tỉnh Ourense, trong vùng Galicia. Dân số 107.186 (2007) người, chiếm 30% dân số của cả tỉnh.